# Desulfotomaculum kuznetsovii
Desulfotomaculum kuznetsovii è una specie di batterio appartenente alla famiglia delle Peptococcaceae.